# Shigenobu Ōkuma
Shigenobu Ōkuma (jap. 大隈 重信 Ōkuma Shigenobu; ur. 11 marca 1838 w Saga w hanie Saga (obecnie prefektura Saga), zm. 10 stycznia 1922 w Tokio) – japoński polityk i działacz społeczny, markiz. Jedna z czołowych postaci okresu reform i modernizacji Japonii (restauracja Meiji). 

## Życiorys
Pochodził z rodziny samurajskiej w prowincji Hizen (Kiusiu).
W latach 1873–1880 był ministrem finansów. Stworzył jednolity system monetarny i doprowadził do powstania Ministerstwa Przemysłu.
Był ministrem spraw zagranicznych w latach: 1888–1889, 1896–1897 i 1898.
W latach 1898 (czerwiec-listopad) oraz 1914–1916 piastował urząd premiera.
Był jednym z założycieli partii politycznych: Konstytucyjnej Partii Reform (Rikken Kaishintō), Partii Postępu (Shimpotō), Partii Konstytucjonalistów (Kenseitō) i Prawdziwej Partii Konstytucjonalistów (Kensei Hontō).
Był założycielem Uniwersytetu Waseda w Tokio.